# Ртутьтрицирконий
Ртутьтрицирконий — бинарное неорганическое соединение
циркония и ртути
с формулой Zr3Hg,
кристаллы.

## Получение
- Сплавление стехиометрических количеств чистых веществ:

{\displaystyle {\mathsf {3Zr+Hg\ {\xrightarrow {560^{o}C}}\ Zr_{3}Hg}}}

## Физические свойства
Ртутьтрицирконий образует кристаллы
кубической сингонии,
пространственная группа P m3n,
параметры ячейки a = 0,55583 нм, Z = 2,
структура типа силицида трихрома Cr3Si
.
Соединение образуется по перитектической реакции при температуре 560°C .